# Qoţūr Bolāgh
Qoţūr Bolāgh (persiska: قوتور بُلاغ, قطور بلاغ, Qūtūr Bolāgh) är en ort i Iran.   Den ligger i provinsen Ardabil, i den nordvästra delen av landet, 500 km nordväst om huvudstaden Teheran. Qoţūr Bolāgh ligger 702 meter över havet och antalet invånare är 184.
Terrängen runt Qoţūr Bolāgh är kuperad. Runt Qoţūr Bolāgh är det ganska tätbefolkat, med 58 invånare per kvadratkilometer. Närmaste större samhälle är Takānlū, 14,6 km söder om Qoţūr Bolāgh. Trakten runt Qoţūr Bolāgh består till största delen av jordbruksmark.